# Tournoi de tennis de San Francisco
Ne pas confondre avec le tournoi de tennis de la côte Pacifique qui a lieu à San Francisco de 1931 à 1933, de 1942 à 1948 et de 1973 à 1993.
Le Kunal Patel San Francisco Open est un tournoi international de tennis masculin faisant partie de l'ATP Challenger Tour se déroulant au mois de février à San Francisco. Il a été créé en 2016 en tant que tournoi du circuit professionnel américain et se joue sur dur intérieur.
Le tournoi ne doit pas être confondu avec le tournoi de la côte Pacifique qui s'est tenu à San Francisco de 1973 à 1993 et qui faisait partie du circuit ATP.

## Palmarès messieurs

### Simple
| Année | Vainqueur  | Finaliste      | Score          |
| ----- | ---------- | -------------- | -------------- |
| 2017  | Zhang Ze   | Vasek Pospisil | 7-5, 3-6, 6-2  |
| 2018  | Jason Jung | Dominik Köpfer | 6-4, 2-6, 7-65 |

### Double
| Année | Vainqueurs                     | Finalistes                   | Score             |
| ----- | ------------------------------ | ---------------------------- | ----------------- |
| 2017  | Matt Reid John-Patrick Smith   | Gong Maoxin Zhang Ze         | 64-7, 7-5, [10-7] |
| 2018  | Marcelo Arévalo Roberto Maytín | Luke Bambridge Joe Salisbury | 6-3, 65-7, [10-7] |